# Żagań

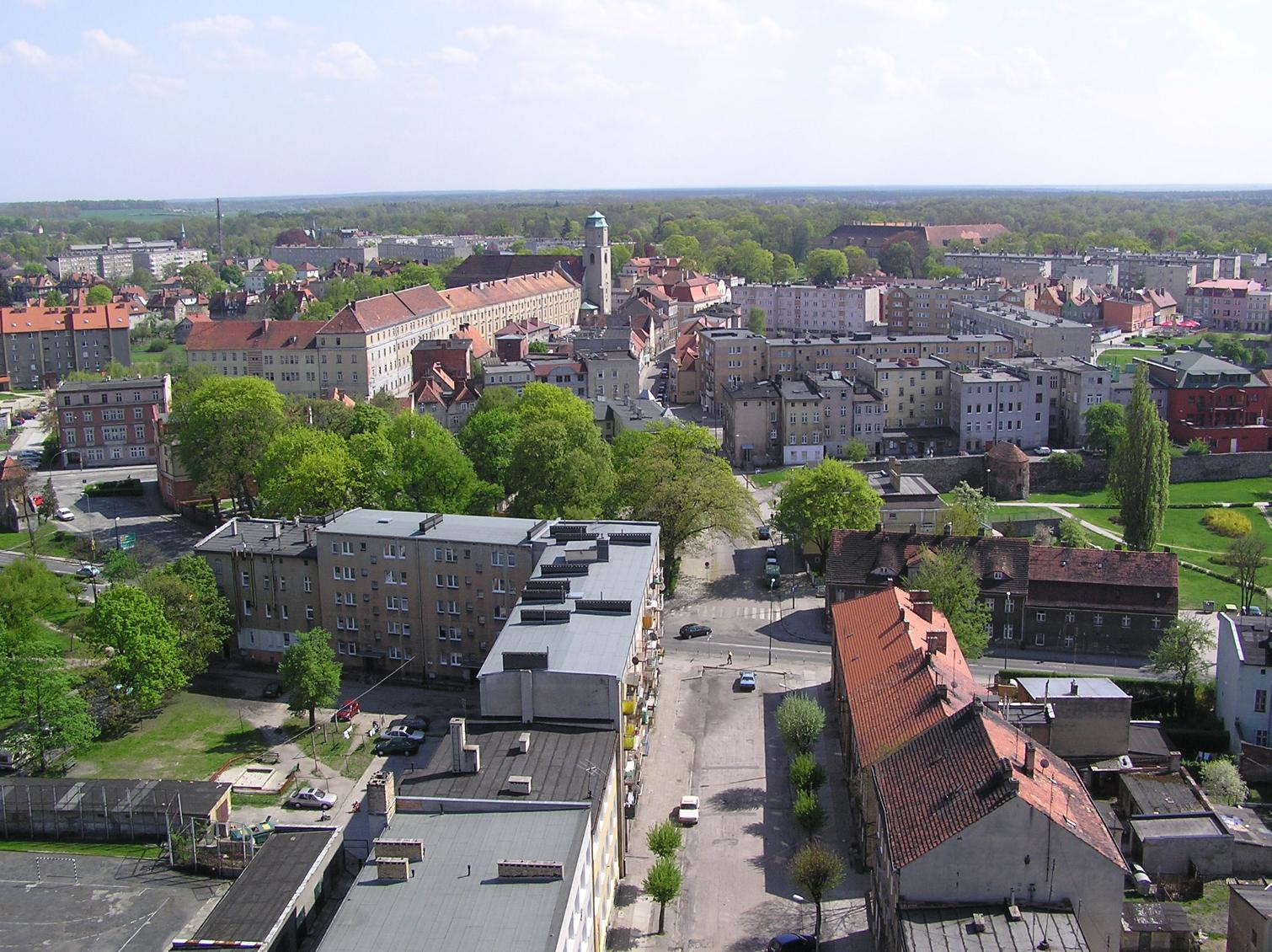
Altstadt von Sagan

Żagań [ˈʒagaɲ] (deutsch Sagan, obersorbisch Žahań, tschechisch Zaháň, lateinisch Saganum) ist eine Stadt im Powiat Żagański in der Woiwodschaft Lebus in Polen.

## Geographische Lage
Die Stadt liegt in Niederschlesien, ungefähr in der Mitte zwischen den Großstädten Cottbus und Breslau etwa 55 Kilometer westlich der Stadt Glogau. Nachbarorte sind Iłowa (Halbau) im Südwesten und Żary (Sorau) im Nordwesten. Kurz bevor der Bober die Stadtgrenzen erreicht, mündet der Queis in ihn.

## Geschichte

### Mittelalter und Frühe Neuzeit
Sagan wurde 1202 erstmals urkundlich erwähnt und erhielt um 1285 Stadtrecht. Nach der Teilung des Herzogtums Schlesien gehörte es ab 1249/51 zum Herzogtum Glogau, aus dem erstmals 1274 das Herzogtum Sagan ausgegliedert wurde.
Das 1284 gegründete Augustiner-Chorherrenstift Sagan erlangte im späten Mittelalter überregionale Bedeutung. Die Wirtschaft Sagans war geprägt von Tuchmacherei, Bierbrauerei und Eisenhandel.
1472 verkaufte Hans von Sagan sein Herzogtum Sagan und Stadt an die Wettiner. Unter Herzog Heinrich dem Frommen (1539–1541) breitete sich die Reformation ungehindert aus. Kurfürst Moritz überließ Sagan 1549 dem böhmischen Landesherrn Ferdinand I.
1628 belehnte Kaiser Ferdinand II. in seiner Eigenschaft als König von Böhmen den General Wallenstein mit Sagan und verlieh ihm den Titel „Herzog von Sagan“. Durch die Ansiedlung der Jesuiten im verlassenen Franziskanerkloster förderte Wallenstein die Gegenreformation. Er rief den in Linz in Not geratenen Astronomen Johannes Kepler nach Sagan. Als sich dieser weigerte, sich den Feldherrn geneigt zu machen, fiel er in Ungnade, blieb jedoch. 1646 erwarb Wenzel Eusebius von Lobkowitz Herzogtum und Stadt; dieser ließ 1670 das Saganer Schloss nach Plänen des italienischen Architekten Antonio della Porta, der für ihn auch am Schloss Roudnice im Böhmen arbeitete, auf den von Wallenstein begonnenen Fundamenten erbauen. Seine gegenreformatorischen Maßnahmen führten auf die 1668 im Fürstentum Sagan durchgeführte Kirchenreduktion. Bis dahin diente noch die Kreuzkirche dem evangelischen Gottesdienst, danach besuchten die evangelischen Saganer sogenannte Grenz- und Zufluchtskirchen entlang der Grenzen des Fürstentums. Auf Grund der Altranstädter Konvention (1707) wurde 1709/10 die außerhalb der Stadt auf der rechten Boberseite liegende Gnadenkirche Zur Heiligen Dreifaltigkeit erbaut. Bis ins 17. Jahrhundert bestand eine herzogliche Münzstätte in Sagan.

### Preußische Zeit
Nach dem Ersten Schlesischen Krieg 1742 fiel Sagan, das mit dem Herzogtum Sagan seit 1329 ein Lehen der Krone Böhmen war, mit dem größten Teil Schlesiens an Preußen.
1758 begann der Saganer Abt Johann Ignaz von Felbiger mit der Hebung des Volksschulwesens. Er war ein bekannter preußischer Schulreformer, der später in österreichischen Diensten stand.
Nach einem Edikt König Friedrichs II. zur Gründung von Kolonistendörfern wurden die Kolonien Neue Forst (1775), Schönthal (1777), Alte Forst (1781) und Georgenruh (1783) erbaut. Die Königliche Glogauer Kriegs- und Domänenkammer beaufsichtigte die Stadt Sagan beim Anlegen dieser neuen Kolonistendörfer mit freien Untertanen, die nur dem König von Preußen unterstellt waren. 1786 erwarb der kurländische Herzog Peter von Biron das Herzogtum, das aber weiterhin Preußen unterstand. Ihm folgte im Jahr 1800 seine Tochter Wilhelmine, die 1839 von ihrer Schwester Pauline beerbt wurde. Von ihr erwarb es 1842 die dritte Schwester Dorothea, die mit dem Grafen Edmond de Talleyrand-Périgord, einem Neffen des französischen Außenministers Charles-Maurice de Talleyrand verheiratet war. Sie ließ den Schlosspark durch Fürst Pückler anlegen. Bis zur Enteignung 1945 blieb die einstige Standesherrschaft mit dem Schloss Sagan und 20.000 ha Grundbesitz im Besitz der Herzöge von Talleyrand-Périgord, die aber meist in Frankreich lebten.
Am Anfang des 20. Jahrhunderts hatte Sagan eine große evangelische Kirche, drei katholische Kirchen, eine Synagoge, ein Schullehrerseminar, eine Präparandenanstalt, bedeutende Textilindustrie (3000 Arbeiter) und ein Amtsgericht. Das Staatliche Gymnasium Sagan ging auf das Kgl. Katholische Gymnasium zurück.
Die Stadt war seit 1816 Verwaltungssitz des preußischen Landkreises Sagan, der 1932 zum Landkreis Sprottau im Regierungsbezirk Liegnitz der preußischen Provinz Schlesien des Deutschen Reichs fusionierte, wobei das Landratsamt in Sagan verblieb.

### Nach dem Zweiten Weltkrieg als Teil Polens
Im Februar 1945 eroberte die Rote Armee in erbitterten Kämpfen die Stadt und unterstellte sie noch vor Kriegsende der Verwaltung der Volksrepublik Polen. Die Stadt erhielt den Namen Żagań in polnischer Schreibweise. In den folgenden Jahren wurden die Einwohner, soweit sie nicht schon vorher geflohen waren, vertrieben und durch Polen ersetzt (siehe Flucht und Vertreibung Deutscher aus Mittel- und Osteuropa 1945–1950).
Die Enttrümmerung der Stadt begann 1947, es folgten die Inbetriebnahme von Fabriken, Handwerksbetrieben und die Eröffnung von Schulen. In den 1970er Jahren entstanden Neubauviertel; 1983 konnten die Wiederaufbauarbeiten am Residenzschloss vollendet werden.
Bei der Stadt befinden sich große Truppenübungsplätze und Kasernen (polnisch Garnizon Żagań) mit dem Kommando der 11. Panzerdivision der Polnischen Streitkräfte König Jan III. Sobieski.
Im Jahre 1996 war die Stadt eine der sieben ersten Städte, die vom polnischen Regierungsprogramm zur Sanierung historischer Stätten profitierte.

## Sehenswürdigkeiten
- Gebäude des vormaligen Augustiner-Chorherrenstifts mit der Pfarrkirche Mariä Himmelfahrt (bis 1810 Stiftskirche).
- Schloss Sagan
- Dreifaltigkeitskirche
- Heilig-Kreuz-Kirche
- Heiliggeistkirche, erbaut 1701/1702 im barocken Stil
- Kapelle des Heiligen Grabes, erbaut von 1598 bis 1600 als Nachbildung der gleichnamigen Kapelle in Jerusalem
- Rathausturm, erbaut 1879/1880 nach dem Vorbild des Palazzo Vecchio in Florenz
- Gerichtsgebäude, ehemals Verwaltung des Herzogtums Sagan, erbaut Ende des 18. Jahrhunderts

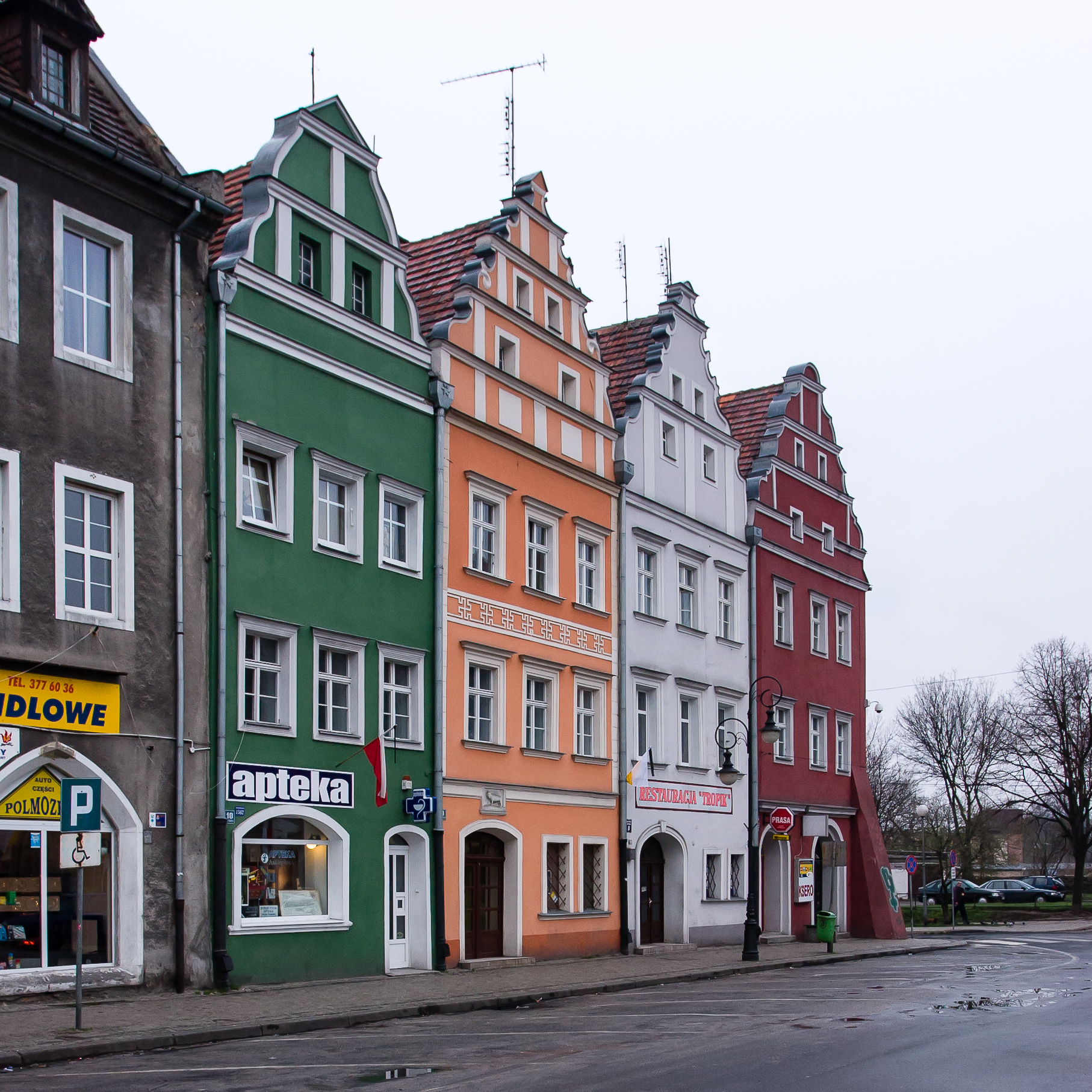
Barocke Wohnhäuser am Ring
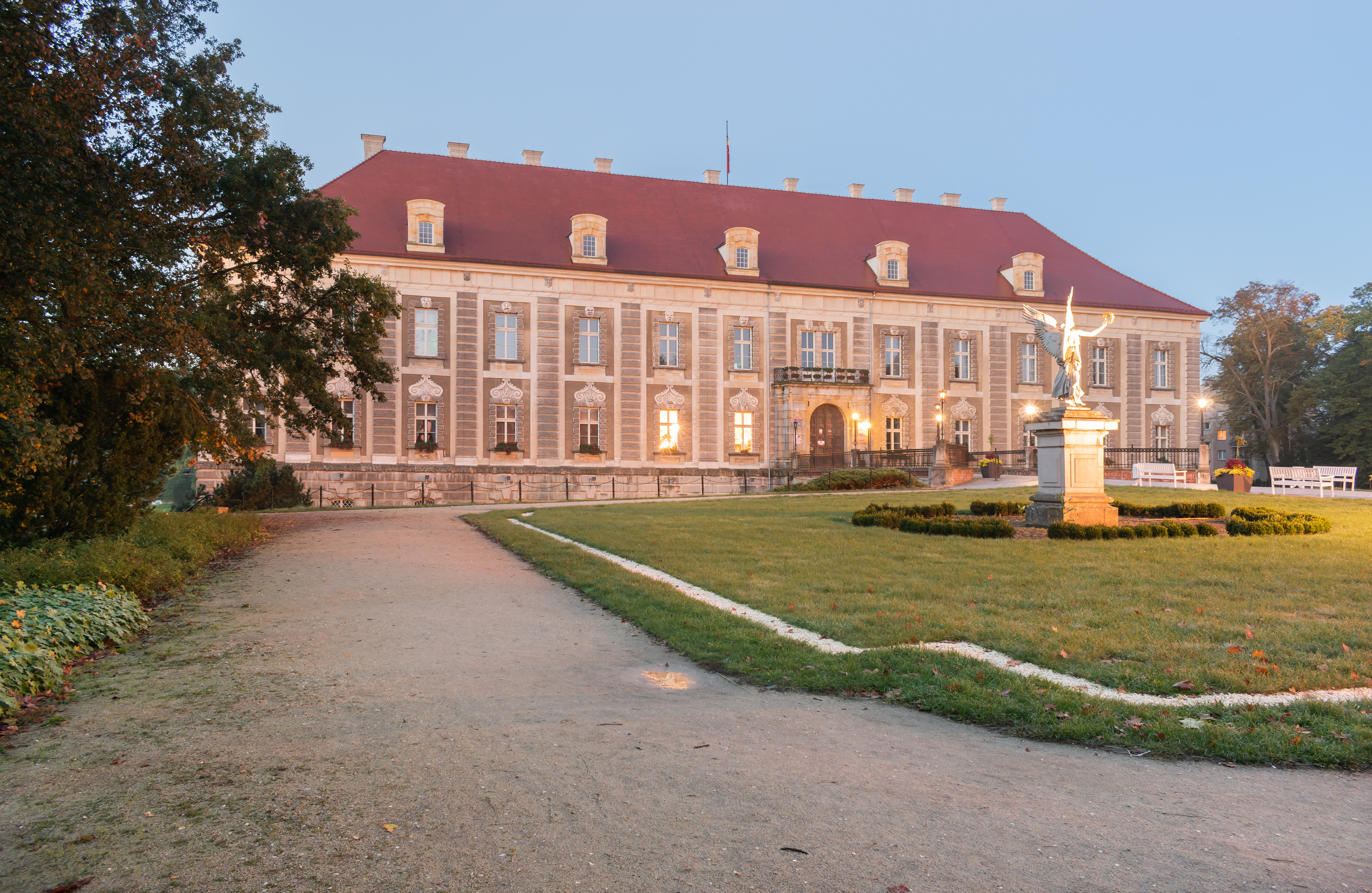
Das Lobkowitz-Schloss
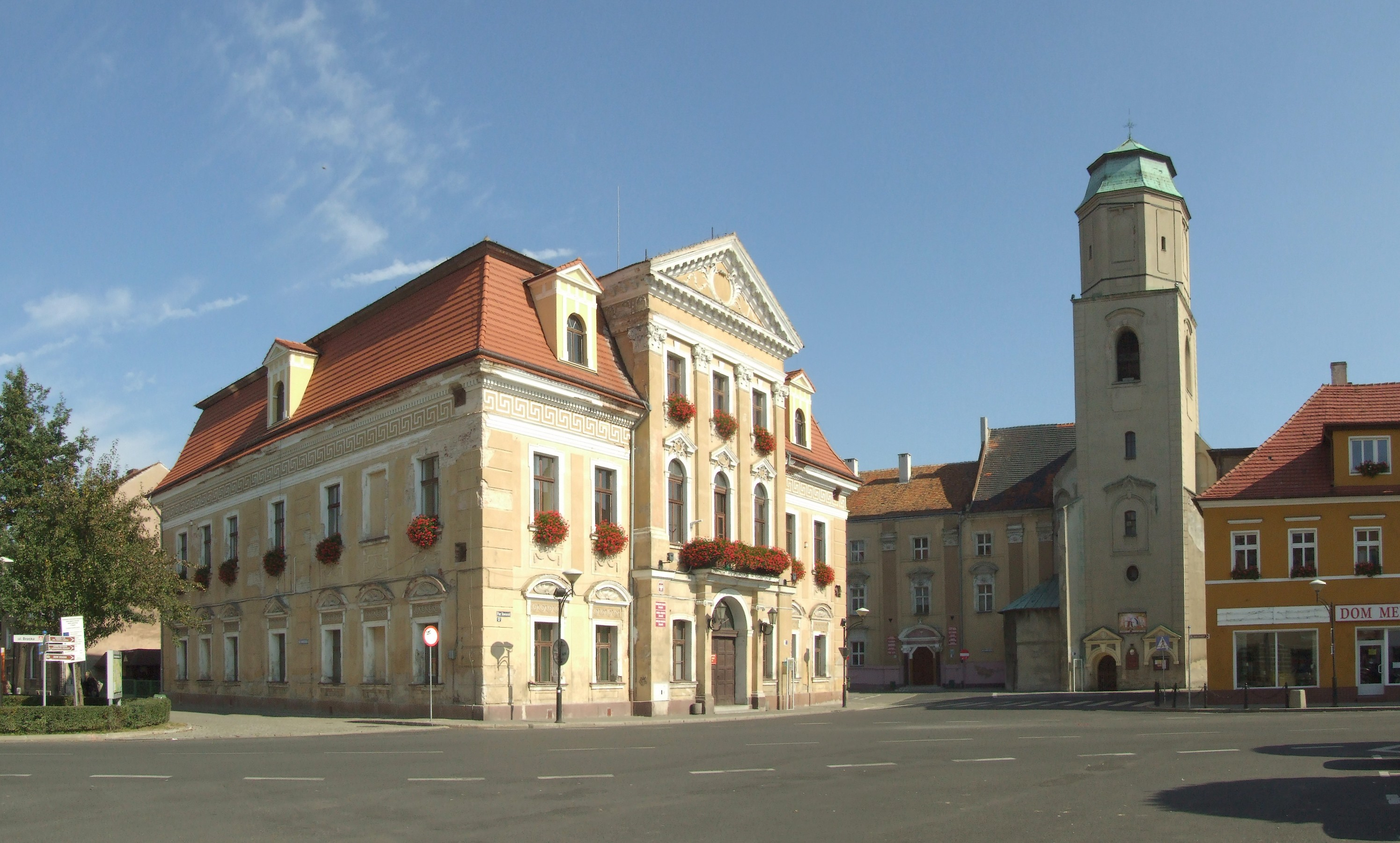
Der Plac Słowiański (früher Ludwigsplatz) mit der Stadtverwaltung (Barockpalais) und der Jesuitenkirche
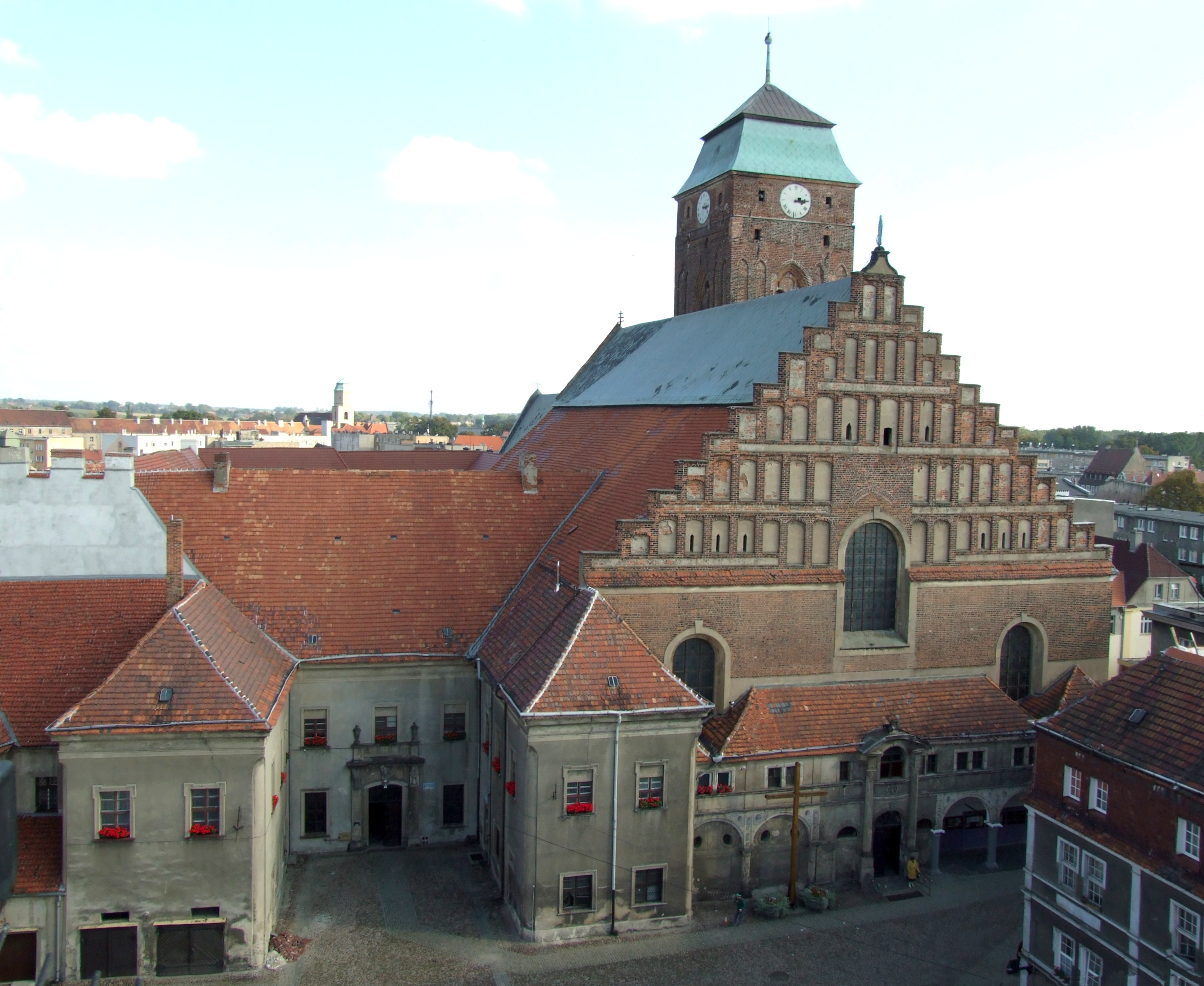
Pfarrkirche Mariä Himmelfahrt
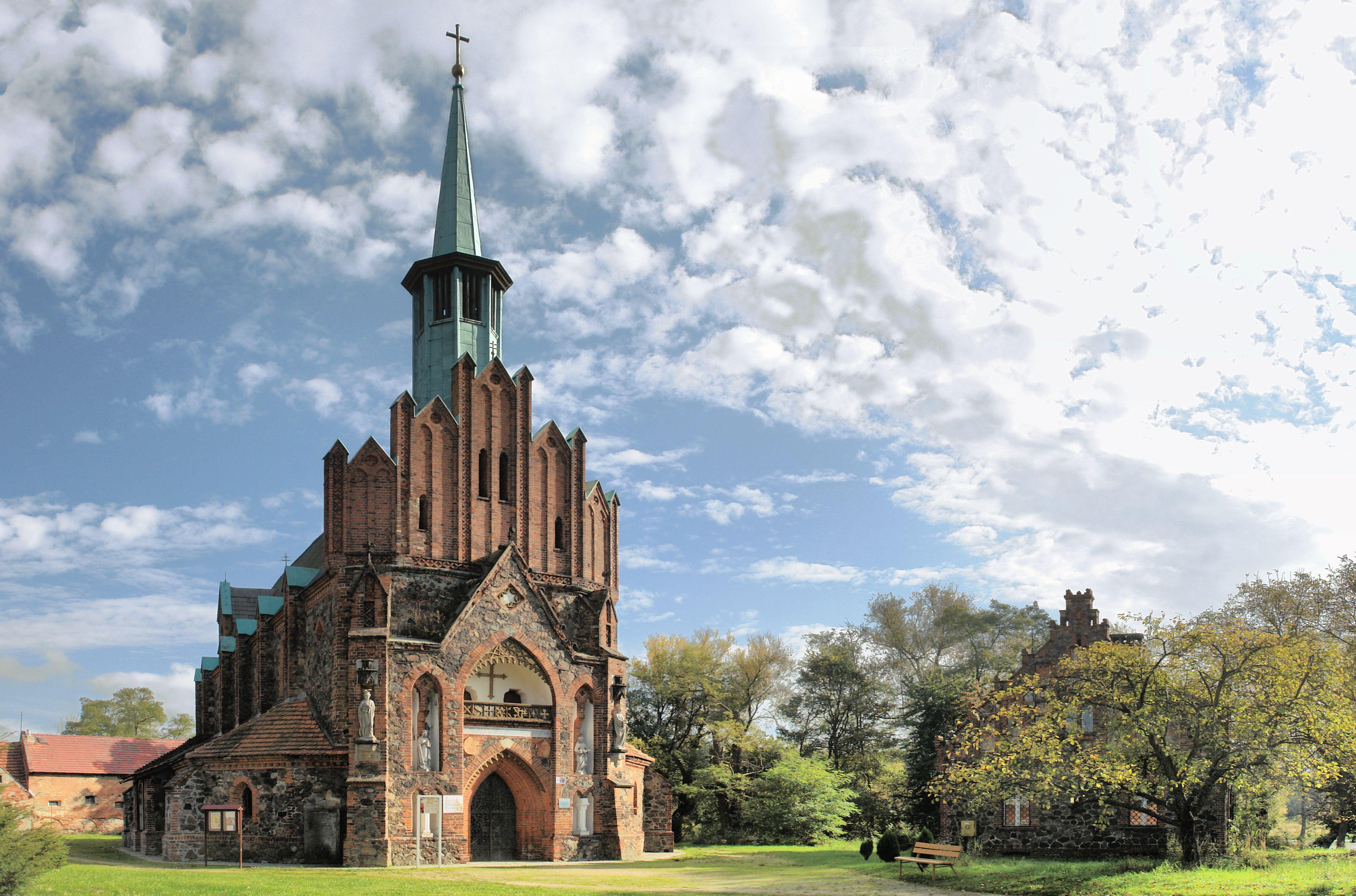
Heilig-Kreuz-Kirche
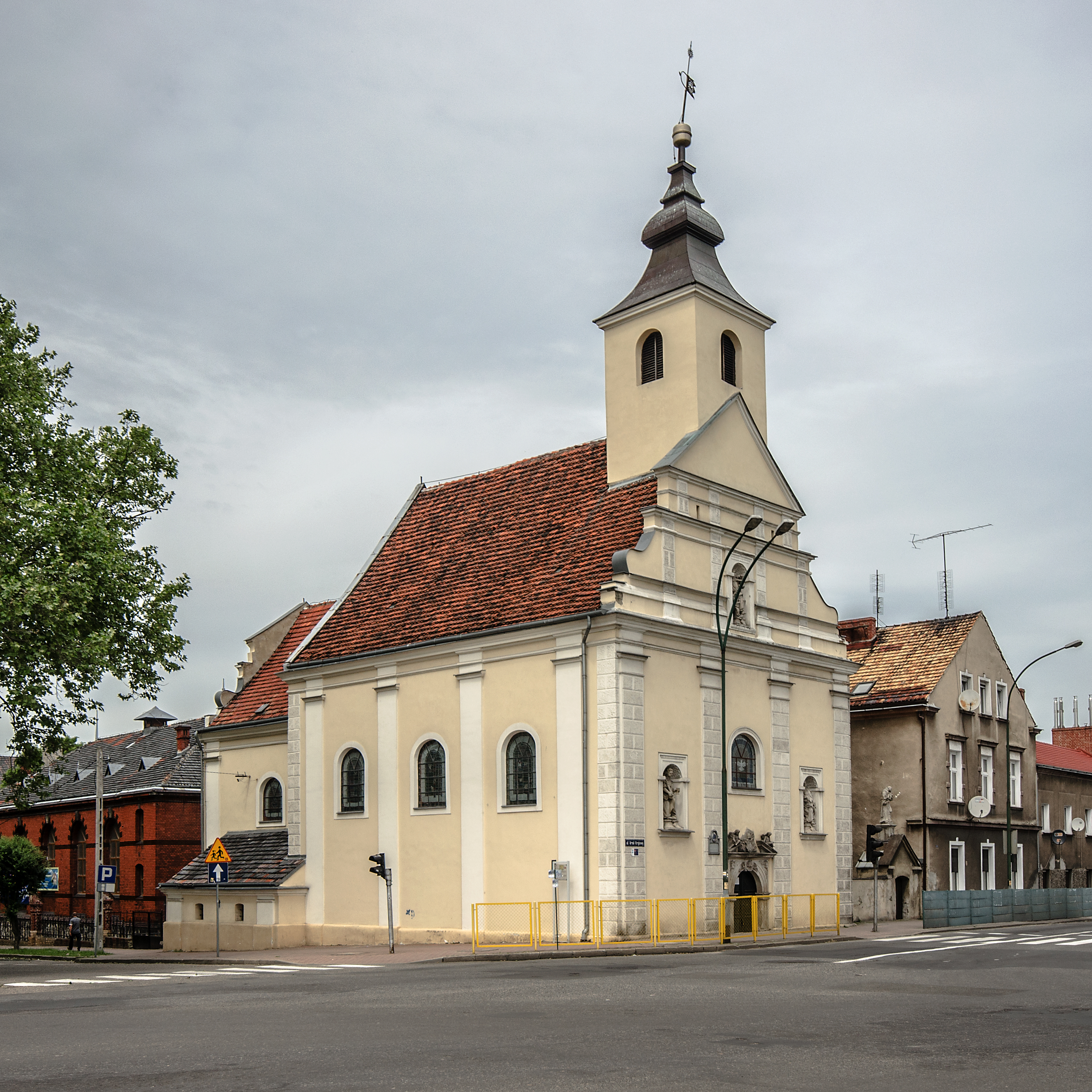
Heiliggeistkirche
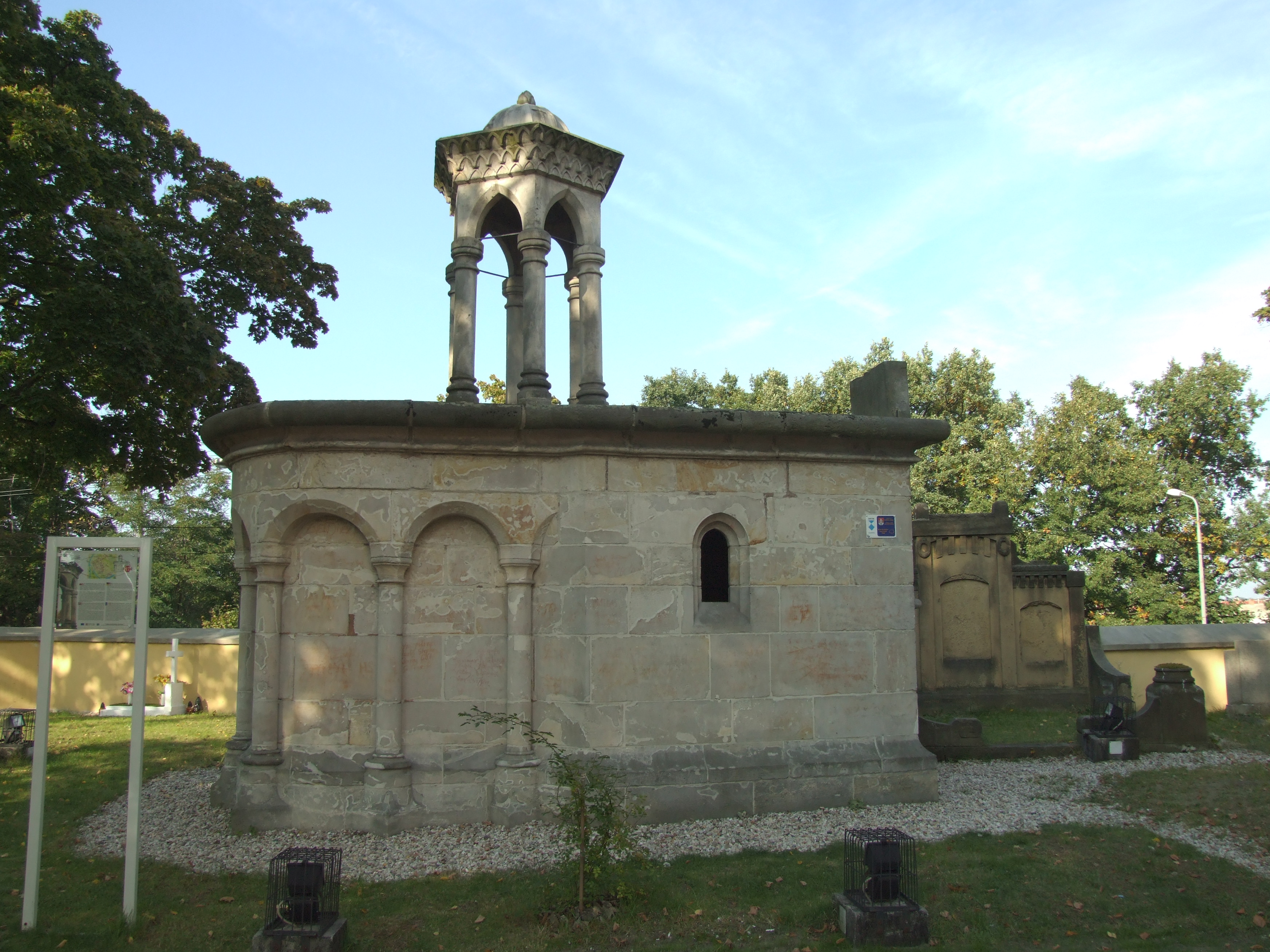
Heilig-Grab-Kapelle
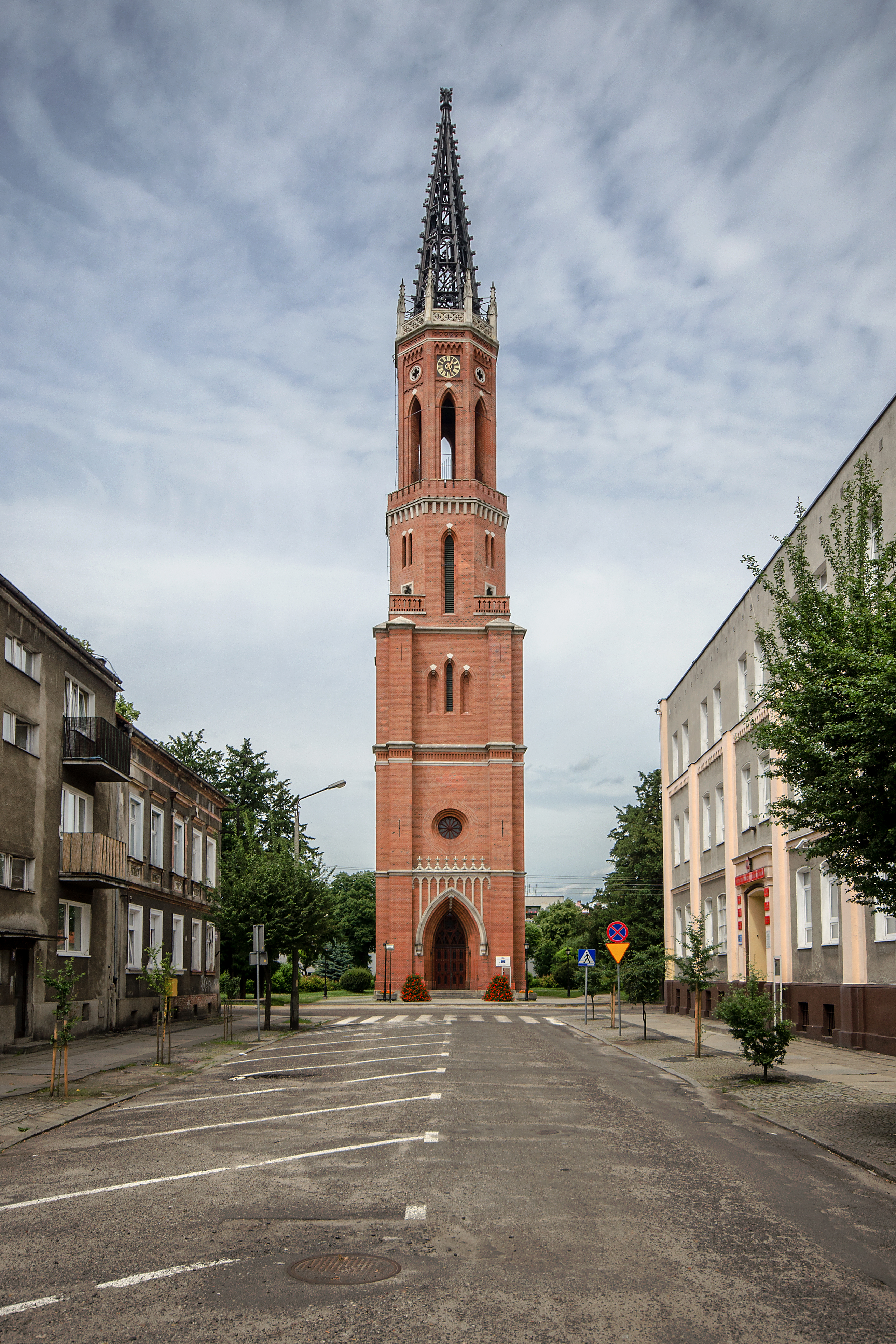
Turm der ehemaligen evangelischen Kirche
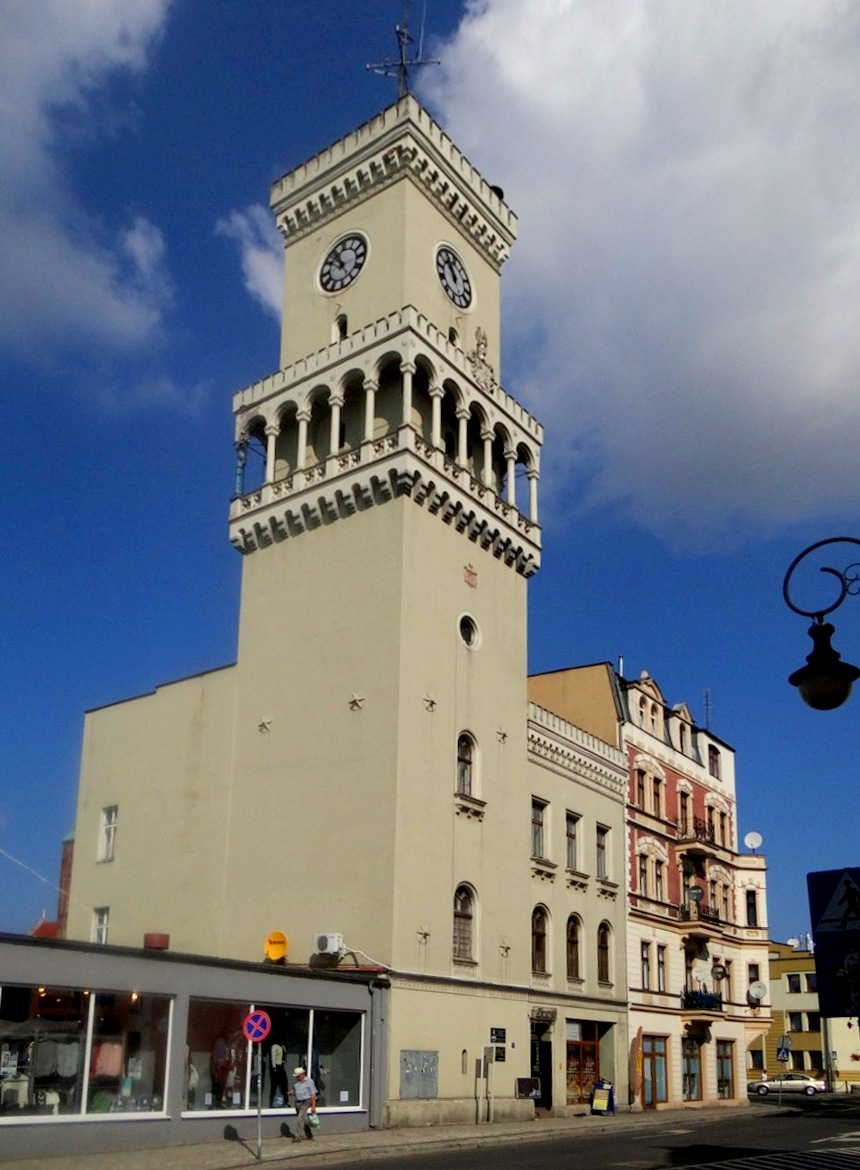
Rathausturm
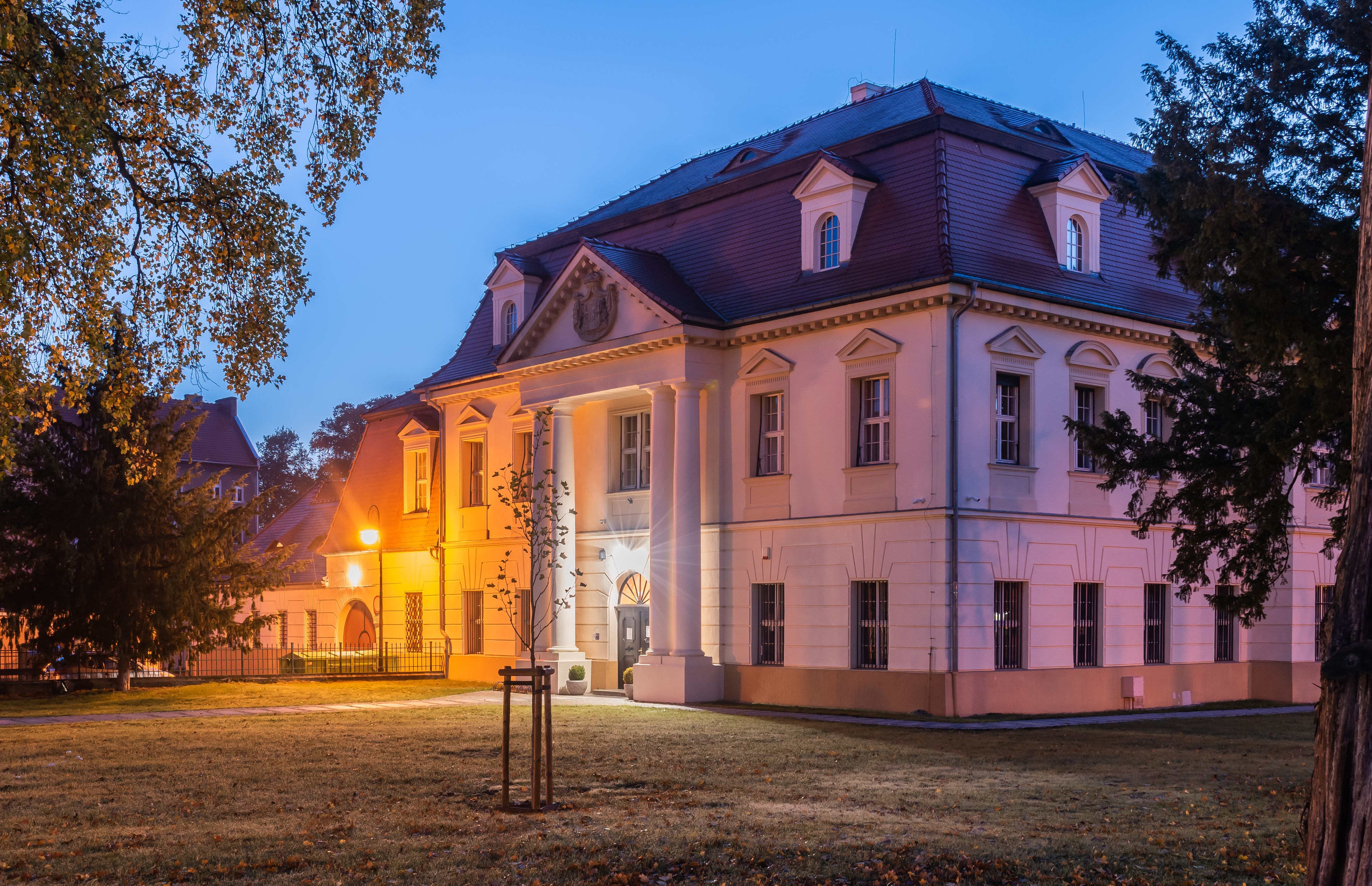
Gerichtsgebäude

Bevölkerungsentwicklung
| Jahr | Einwohner | Anmerkungen                                                                                           |
| ---- | --------- | --- |
| 1825 | 05.449    | davon 4.054 Evangelische, 1.324 Katholiken und 71 Israeliten                                          |
| 1840 | 06.603    | davon 4.977 Evangelische, 1.558 Katholiken und 68 Juden                                               |
| 1905 | 14.208    | mit der Garnison (eine reitende Abteilung Feldartillerie Nr. 5), davon 3.243 Katholiken und 113 Juden |
| 1925 | 17.572    | davon 13.415 Evangelische, 3.790 Katholiken, 51 sonstige Christen und 70 Juden                        |
| 1933 | 18.465    | davon 14.132 Evangelische, 3.852 Katholiken, 23 sonstige Christen und 64 Juden                        |
| 1939 | 20.441    | davon 15.373 Evangelische, 4.227 Katholiken, 115 sonstige Christen und sieben Juden                   |

## Kriegsgefangenenlager
Während des Zweiten Weltkrieges wurde unweit der Stadt das Stalag VIII C und das Stalag Luft III errichtet; in letzterem waren zeitweilig 10.000 Kriegsgefangene untergebracht. Am 24. März 1944 gelang 76 alliierten Kriegsgefangenen durch einen 110 m langen und 10 m tiefen Tunnel die Flucht aus dem Lager. Die meisten der Entflohenen wurden in der Umgebung des Lagers wieder gefasst, und nur drei Männern gelang die Flucht. Auf direkten Befehl Hitlers wurden 47 der wieder eingefangenen Flüchtigen von der Gestapo unter Verletzung der Genfer Konvention erschossen. 21 der beteiligten Polizei- und Gestapobeamten wurden nach dem Krieg im London Cage verhört und später von einem britischen Militärgericht in Hameln abgeurteilt und zum Teil hingerichtet. Das Ereignis wurde 1963 in Gesprengte Ketten verfilmt.
Am Ende des Zweiten Weltkriegs wurde das Lager Nr. 78 in Sagan (polnisch Żagań) von der Roten Armee für die Internierung deutscher Kriegsgefangener genutzt und zum 1. September 1945 in polnische Leitung übergeben. Die Gefangenen wurden zur Zwangsarbeit im schlesischen Kohlebergbau eingesetzt.

## Städtepartnerschaften
- Duns (Schottland)[12]
- Grumo Nevano (Italien)[13]
- Netphen (Nordrhein-Westfalen); seit 1995[14]
- Ortrand (Brandenburg); seit 2006[15]
- Teltow (Brandenburg); seit 2006[16]
- Saint-Omer (Département Pas-de-Calais, Frankreich); seit 2015

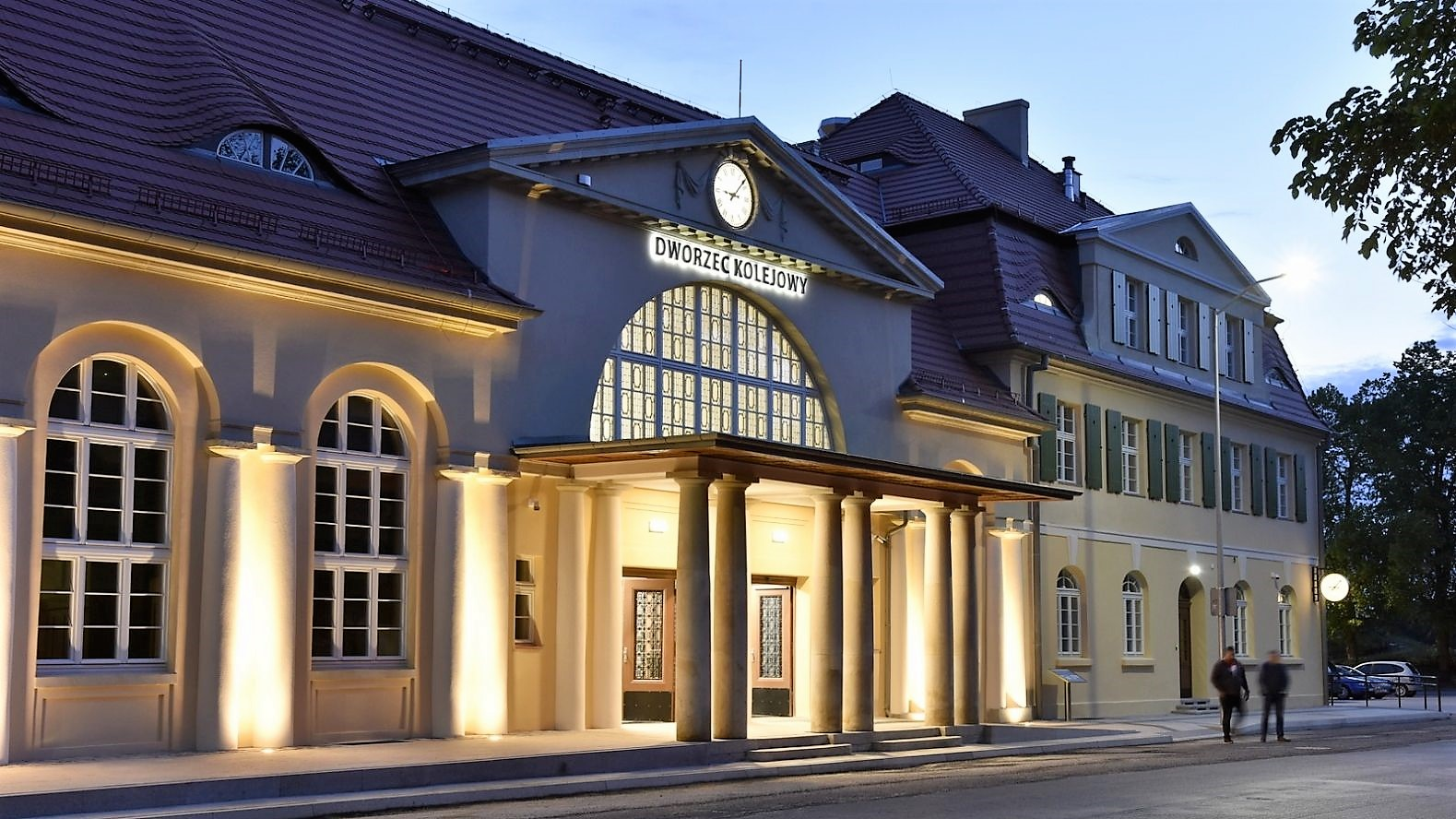
Bahnhof Zagan

## Verkehr
Der Bahnhof Żagań war früher ein Bahnknoten, durch den die Niederschlesisch-Märkische Eisenbahn führte. Sie kreuzte hier die heutige Bahnstrecke Łódź–Forst (Lausitz); auch endeten hier die Bahnstrecken Wolsztyn–Żagań, Jelenia Góra–Żagań und Jankowa Żagańska–Żagań. Das jetzige Bahnhofsgebäude wurde 1913 errichtet. Auf Gleis 1 des Bahnhofs ist eine Denkmal-Dampflok (ehemalige „2965 Bromberg“ von 1919) abgestellt.

## Söhne und Töchter der Stadt
Geordnet nach Geburtsjahr
- Franz Kram, auch Chram, Crammius, Chrammen (1516–1568), Rechtswissenschaftler und kurfürstlich sächsischer Kanzler
- Paul Clapius, Kantor (1573) Rektor am Gymnasium in Sagan, 1573 Pfarrer in Petersdorf und Buchwald bei Sprottau, sein Sohn Paul Clapius junior studierte 1583 an der Universität Wittenberg[17]
- Alexander Vogel (1698–1756), römisch-katholischer Geistlicher und Abt des Klosters Waldsassen
- Karl Gottlob von Nüßler (1700–1776), preußischer Verwaltungsbeamter und Landrat von Niederbarnim
- Christian Gottfried Gruner (1744–1815), deutscher Mediziner und Historiker
- Carl Weisflog (1770–1828), deutscher Schriftsteller
- Albrecht Block (1774–1847), deutscher Landwirt
- Paul Wilhelm Eduard Sprenger (1798–1854), österreichischer Architekt
- Adolph Leopold Richter (1798–1876), preußischer Militärarzt und wissenschaftlicher Schriftsteller
- Konstantin von Hohenzollern-Hechingen (1801–1869), preußischer Politiker, Mitglied des Preußischen Herrenhauses
- Hermann Metzke (1801–1880), deutscher Jurist und Politiker
- Wiljalba Frikell (1817–1903), deutscher Zauberkünstler
- Rudolf von Berswordt (1817–1877), preußischer Landrat
- Ferdinand Bluhm (1819–unbekannt), deutscher Lehrer und Autor
- Heinrich Laehr (1820–1905), deutscher Mediziner
- Paul Scholz (1828–1900), deutscher katholischer Theologe
- Adolf Engler (1844–1930), deutscher Botaniker
- Hugo Nehmiz (1845–1903), deutscher evangelischer Geistlicher
- Hans Adolf von Brause (1847–1928), deutscher Reformpädagoge in Leipzig
- Theodor von Elpons (1847–1910), preußischer Generalleutnant
- Ernst von Stubenrauch (1853–1909), deutscher Jurist und Kommunalpolitiker, Landrat des Kreises Teltow
- Otto Serner (1857–1929), deutscher Landschaftsmaler
- Richard von Kraewel (1861–1943), preußischer General der Infanterie
- Johannes Richard zur Megede (1864–1906), deutscher Schriftsteller
- Heinrich Hoffmann (1869–1932), deutscher Sportschütze
- Richard Kunze (1872–1945), deutscher Lehrer, Publizist und völkisch-nationalsozialistischer Politiker
- Margarete Trappe (1884–1957), deutsch-britische Großwildjägerin und Farmerin
- Helene Weiss (1898–1951), deutsche Philosophin
- Georg Frietzsche (1903–1986), deutscher Kunstmaler
- Jane Bernigau (1908–1992), deutsche Oberaufseherin in mehreren Konzentrationslagern
- Hubertus Brieger (1909–1978), deutscher Kinderarzt und Professor, Direktor der Universitätskinderklinik Greifswald
- Paul Ohnsorge (1915–1975), deutscher Maler
- Hermann Oblinger (1921–2012), deutscher Pädagoge und Lehrstuhlinhaber in Augsburg
- Arnold Kirsch (1922–2013), deutscher Hochschullehrer für Mathematikdidaktik an der Universität Kassel
- Bodo Müller (1924–2013), deutscher Romanist, Hispanist und Hochschullehrer
- Peter-Klaus Budig (1928–2012), deutscher Hochschullehrer und Politiker (LDPD)
- Hans-Jürgen Steinmann (1929–2008), deutscher Schriftsteller
- Amand Schwantge (1933–2006), deutscher Hornist
- Dietrich Sperling (1933–2023), deutscher Politiker (SPD)
- Brigitte Zimmermann (* 1939), Journalistin
- Regina Wollmann (1941–2023), Zisterzienserin, Äbtissin von St. Marienthal
- Ilse Kokula (* 1944), deutsche Pädagogin und Autorin
- Henryk Miśkiewicz (* 1951), polnischer Jazzmusiker
- Leszek Deptuła (1953–2010), polnischer Politiker
- Łukasz Garguła (* 1981), polnischer Fußball-Nationalspieler

## Persönlichkeiten der Stadt
- Ludolf von Sagan († 1422), Abt des Augustiner-Chorherrenstifts Sagan
- Paul Clapius, Kantor, war 1558 Rektor am Gymnasium in Sagan, studierte an der Universität Wittenberg, geb. in Arnau a.d. Elbe
- Johann Ignaz von Felbiger (1724–1788), Abt des Augustiner-Chorherrenstiftes Sagan und Bildungsreformer
- Paul Weiss (1911–1991), deutsch-britischer Mathematiker, Physiker und Hochschullehrer